# Irving Kaplansky
Irving Kaplansky (Toronto, 22 marzo 1917 – 25 giugno 2006) è stato un matematico canadese naturalizzato statunitense.

## Biografia
Nato da genitori ebrei polacchi appena immigrati in Canada, si interessò inizialmente alla musica (pianoforte), scoprendo però già da giovane la matematica. Conseguì la maturità nel 1938 mostrando le sue grandi capacità matematiche. Fece parte del primo gruppo a vincere il premio "William Lowell Putnam" (un concorso per studenti degli Stati Uniti e Canada).
Nel 1940 consegue il master of arts a Toronto e continua gli studi presso Harvard con la borsa di studio "Putnam Fellowship" di cui fu il primo beneficiario. Ottenne il dottorato nel 1941 con la tesi Maximal Fields with Valuations preparata con la supervisione di Saunders Mac Lane e rimane ad Harvard fino al 1944 come assistente.
Nel 1944 e 1945 fece parte del gruppo di matematica applicata per il "National Defense Council" presso la Columbia University, per poi trasferirsi all'Università di Chicago, dove passerà la maggior parte della sua carriera fino al 1984 e sarà preside del dipartimento dal 1962 al 1967. 
Dal 1949 al 1958 fece parte del comitato di traduzione dal russo e da altre lingue slave.
Dal 1951 al 1953 fu membro del consiglio dell'American Mathematical Society, diventandone vicepresidente nel 1975 fino al 1985, quando ricopri per un anno la carica di presidente.
Dal 1984 è stato direttore del Mathematical Sciences Research Institute all'Università della California - Berkeley.

## Contributi
I suoi primi lavori riguardano la teoria dei numeri, la statistica, teoria dei giochi
e quello che diventerà il suo principale interesse: l'algebra.
Completò la soluzione del problema di Kuosh e affrontò diversi problemi dell'algebra di Banach.
I lavori matematici, soprattutto in algebra, hanno dato importanti contributi alla teoria degli anelli, teoria dei gruppi (gruppi abeliani infiniti) e quella dei campi.
Nella sua carriera, Kaplansky ottenne il premio Guggenheim Fellowship e venne eletto all'accademia nazionale delle scienze nonché all'accademia americana delle arti e scienze.
Nel 1987 divenne membro onorario della London Mathematical Society. Nel 1989 la American Mathematical Society assegna a Kaplansky uno dei tre premi Steele (come riconoscimento dell'influenza esercitata durante la carriera, compresa la formazione di studenti di dottorato).

## Pubblicazioni
- Maximal Fields with Valuations (tesi)
- A common error concerning Kurtosis (1945) in Journal of the American Statistical Association, n. 40, giugno 1945, pagg. 259-263
- An introduction to differential algebra (1957)
- Commutative Rings (1970)
- Fields and Rings
- Infinite Abelian Groups
- Lie Algebras and Locally Compact Groups (1971)
- Rings of Operators
- Set Theory and Metric Spaces